# إدوارد بريسو
إدوارد بريسو أو إدوارد بريساد (بالفرنسية: Édouard Brissaud)‏ (15 أبريل 1852 - 20 ديسمبر 1909) هو أخصائي علم أمراض وطبيب فرنسي. تَعلمَ على يد جان مارتن شاركو في مستشفى بيتي سالبترير. كان إدوارد مُهتمًا بعددٍ من التخصصات الطبية ومنها اضطرابات الحركة، وعلم التشريح، والأعصاب، والطب النفسي. تُوفي إدوارد بسبب ورمٍ دماغي.
منح إدوارد اسمه لعددٍ كبيرٍ من المسميات والتي نادرًا ما تستخدم الآن، وبعضها لم يكن هو المسمى الغالب في استخدامها، ومنها:
- مرض بورنفيل-بريسو: وهو تصلب حدبي، حيثُ درس إدوارد مع ديزري-ماغلوار بورنفيل الحالات الأولى المُشخصة بالمرض.
- جنف بريسو: هو شكل من انحراف العمود الفقري جانبيا ويُعطي «قائمة من الجزء القطني للعمود الفقري بعيدةً عن الجانب المُصاب في عرق النسا» (معجم دورلاند الطبي). وُصِفَت في عام 1895.
- مرض بريسو: متلازمة توريت، حيث وضع وصفًا تفصيليًا عام 1896.
- طفالة [الإنجليزية] بريسو: وذمة مخاطية طفلية (قصور الدرقية). وُصِفَت في عام 1907.
- منعكس بريسو: انقباض العضلة الموترة للفافة العريضة (عضلة الفخذ) على عند وخز أخمص القدم.
- متلازمة بريسو-سيكار: عبارة عن خزل شقي مع تشنج نصف الوجه في الجانب المقابل، ويؤدي إلى آفةٍ جسرية (قاموس ستيدمان الطبي). وُصِفَت في عام 1908. سُميت نسبةً إلى إدوارد وأخصائي الأعصاب جان أثناس سيكار [الإنجليزية].

## الأوراق البحثية
- Bourneville D، Brissaud É (1881). "Encéphalite ou sclérose tubéreuse des circonvolutions cérébrales". Archives de neurologie. ج. 1: 390–412.
- Brissaud É (1895). Leçons sur les maladies nerveuses. Paris: Masson. ص. 469–501.
- Brissaud É (1896). "La chorée variable des dégenerés". Revue neurologique, Paris. ج. 4: 417–431. مؤرشف من الأصل في 2019-12-09.
- Brissaud É (1907). "L'infantilisme vrai". Nouvelle iconographie de la Salpêtrière, Paris. ج. 20: 1–17.
- Brissaud É، Sicard JA (1908). "L'hémispasme facial altern". Presse Médicale. ج. 16: 1234–236. مؤرشف من الأصل في 2019-12-09.